# مسجد الجمعة (أقمسكيت)
مسجد الجمعة بأقمسكيت (بالتتارية: Акъмесджит Джума Джамиси)‏ المعروف بمسجد الجمعة الكبير، (بالتتارية: Бюйюк Джума Джамиси)‏، (بالأوكرانية: Велика соборна мечеть)‏، ومسجد سيمفروبول؛ الذي سُمي على اسم نعمان شيلبيسيهان (بالأوكرانية: Сімферопольська соборна мечеть імені Номана Челебіджихана)‏: هو أكبر مسجد في أقميسكيت (سيمفيروبول) في القرم، والذي كان قيد الإنشاء منذ 2015 بعد ضم الاتحاد الروسي لقرم. افتُتح في 9 ديسمبر 2023.

## التاريخ
كان سكان تتار القرم الأصليون في شبه جزيرة القرم يوجهون طلبًا للحصول على إذن لبناء مسجد في مكان الموقع الحالي منذ 1996، ولكن تم رفض الطلبات من قبل مجلس مدينة سيفاستوبول لأسباب مختلفة في يناير 2008، أقام تتار القرم مدينة خيام في الموقع احتجاجًا على تقاعس المجلس وبدأوا في نقل حوالي 100000 قطعة من الحجر الجيري إلى الموقع.
طالبت المحكمة الاقتصادية لجمهورية القرم ذاتية الحكم في فبراير 2008 مجلس المدينة بإصدار تصريح بناء للموقع على طول طريق يالطا السريع.
في أكتوبر 2009، نشرتنيويورك تايمز تقريرًا عن المشروع والتقسيمات المحلية المرتبطة به بين السكان المحليين، مثل الإشارة إلى مخاوف تتار القرم من أن المدينة لن تفي بوعودها بمنح التصاريح في المواقع البديلة المقترحة، واتهمها بـليس في عقر داري. ونُقل عن عضو مجلس شعب تتار القرم رفعت شوباروف، قوله إن مشروع المسجد من المتوقع أن يتكلف أكثر من 10 ملايين دولار أمريكي، سيتم توفير معظمها من قبل مانحين أتراك وأجانب آخرين.
أخيرًا، في 15 فبراير 2011، رضخ مجلس المدينة وصوت لصالح إصدار تصريح بناء للتوجيه الروحي لمسلمي القرم لقطعة الأرض مساحتها 2.8-هكتار (6.9-أكر)، ووضع تتار القرم حجرًا تذكاريًا كبيرًا على الموقع. مسجد المستقبل في مارس. ومع ذلك، كان من المقرر أن يبدأ البناء فقط في أبريل 2014.
بدأت أعمال البناء في سبتمبر 2015، مع تأجيل الموعد النهائي عدة مرات من أوائل 2020 إلى 2021. في سبتمبر 2015، أعلن المفتي الأكبر لشبه جزيرة القرم، أميرالي أبلاييف، أن مشروع البناء سيتم تمويله من قبل السلطات التركية، وسيتم بناؤه من قبل شركة بناء تركية. ومع ذلك، تم أيضًا جمع تبرعات خاصة من مانحين محليين وروس.

## الأسلوب الفني
يُقال إن مسجد الجمعة بأقمسكيت هو بناء فريد من نوعه، وهو مزيج من الأساليب المعمارية المختلفة. يتبع المسجد تصميم القبة المتقاطعة؛ الذي يعتبر نموذجاً للعمارة البيزنطية، وهو مستوحى من آيا صوفيا، حيث تستقر القبة على مربع من أنصاف القباب. يعد جامع كراي خان في إيفباتوريا مصدر إلهام آخر لتصميم المسجد، والذي يستعير أيضًا بشكل كبير من الطراز العثماني. قام كبير مهندسي المسجد، إدريس يونسوف، بالجمع بين الطرازين العثماني والأوروبي الباروكي.